# Микро-
микро- (старогръцки: μικρός - малък) е десетична представка от система SI въведена през 1960 г. Означава се с μ и означава умножение с 10-6 (0,000 001 или една милионна).
Примери:
200 μF = 200×10-6 F = 0,0002 F
10 μm (микрона) = 10×10-6 m = 0,00001 m